# Ogni giorno di più (Gazosa)
Ogni giorno di più è un singolo del gruppo musicale italiano Gazosa, pubblicato nel marzo del 2002 come primo estratto dal terzo album in studio Inseparabili. 
Il brano ha partecipato in gara nella categoria Campioni al Festival di Sanremo 2002, classificandosi al decimo posto.

## Descrizione
Un anno dopo la vittoria nella categoria Nuove proposte al Festival di Sanremo 2001 con il brano Stai con me (Forever) e alcuni mesi dopo il successo estivo ottenuto con www.mipiacitu, i Gazosa presentarono il loro sesto singolo Ogni giorno di più al Festival di Sanremo 2002, partecipando in gara nella categoria campioni e classificandosi decimi.
Il brano è stato successivamente inserito nell'album Inseparabili, di cui costituisce l'unico singolo. Ogni giorno di più viene classificato come ballad appartenente al genere britpop.

## Esibizioni dal vivo
Oltre che durante il periodo di promozione del brano e sul palco di Sanremo, la cantante Jessica Morlacchi ha continuato ad esibirsi con questa canzone anche in seguito alla fine della sua esperienza con i Gazosa, cantandolo anche in trasmissioni televisive come Detto fatto.

## Tracce
CD singolo
1. Ogni giorno di più (Album Version) – 3:55
2. Ogni giorno di più (Instrumental Version) – 3:55

## Formazione
- Jessica Morlacchi – voce
- Maria Grazia Zenima Ranieri, Rocco Siani, Sandro Sichel – testo
- Federico Paciotti – chitarra
- Valentina Paciotti – tastiera
- Vincenzo Siani – batteria

## Classifiche
| Classifica (2002) | Posizione massima |
| ----------------- | ----------------- |
| Italia            | 13                |